# Umm Qais
Umm Qais (arabiska أم قيس) är det nutida namnet på den historiska hellensk-romerska staden Gadara (hebreiska Gad'a-ra, grekiska Γάδαρα). Gadara var ett område i det så kallade Decapolis.
Den historiska staden Gadara är en arkeologisk plats i norra Jordanien cirka 110 km norr om huvudstaden Amman i muhafaza (provins) Irbid. Umm Qais har en befolkning på cirka 10 000 invånare.

## Historia
Staden omnämns redan år 218 f.Kr. men förstördes senare efter en belägring. Återuppbyggdes under romerske kejsaren Pompejus cirka år 63 f.Kr. Under 600-talet erövrades staden av araber och förstördes slutligen under en jordbävning år 747.

## Världsarvsstatus
Den 18 juni 2001 sattes de historiska delarna av staden upp på Jordaniens tentativa världsarvslista.

## Bildgalleri

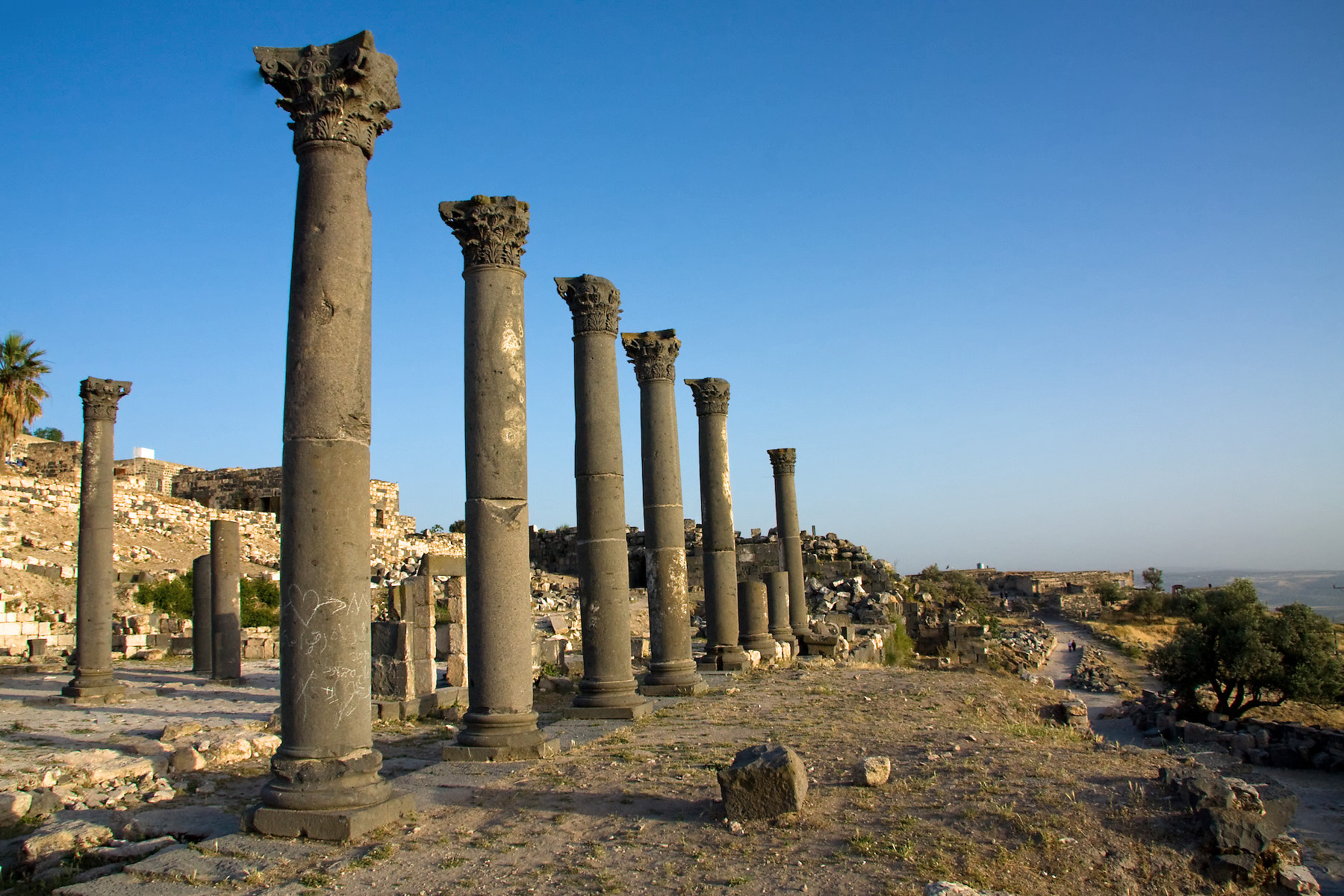
Kolonnad i Gadara.
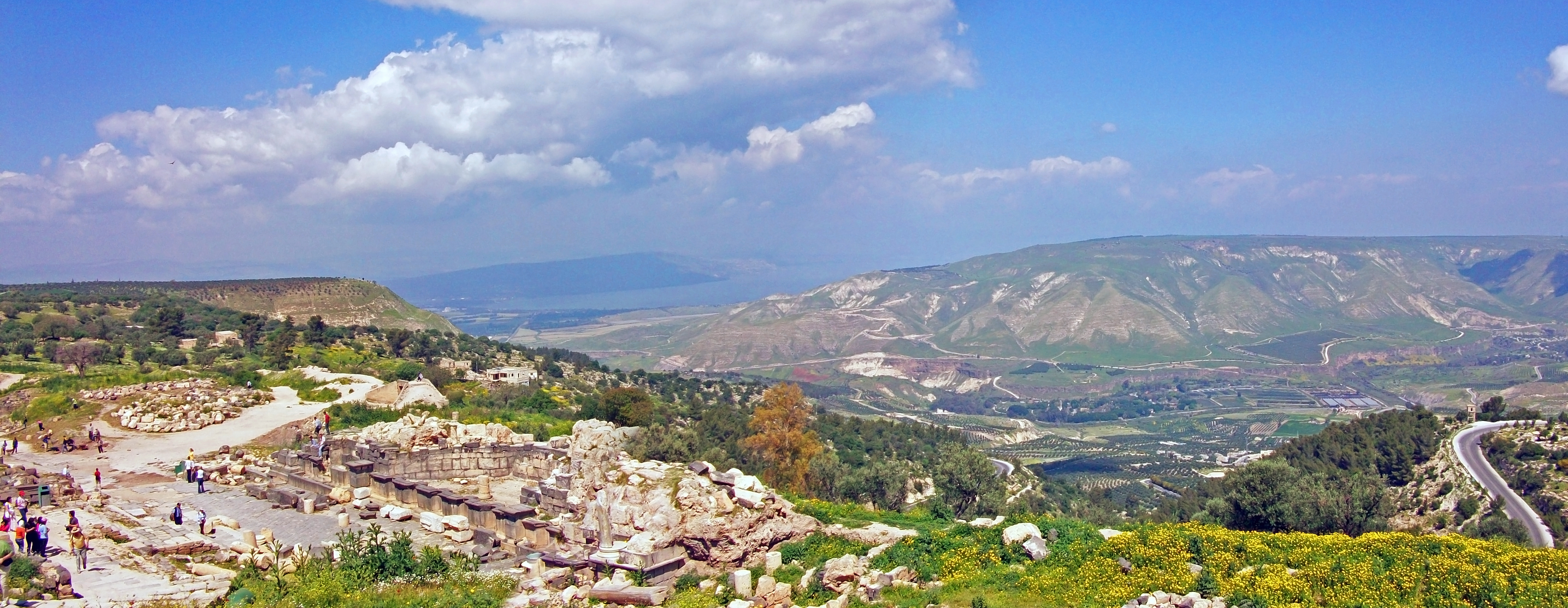
Vy över Gadara mot Gennesaretsjön.